# Nicolae Rațiu
Nicolae-Portos Rațiu (n. 29 octombrie 1856, Turda – d. 1 octombrie 1932, Turda), protopop greco-catolic, membru de seamă al familiei Rațiu de Nagylak-Noșlac din Turda. A fost fiul lui Ștefan și Susana Rațiu de Nagylak – Noșlac, strănepot al lui Basiliu Rațiu și nepot de văr al Dr. Ioan Rațiu.

## Date biografice
A fost un descendent al familiei Rațiu de Nagylak (Noșlac) din Turda, atestată în Transilvania la începutul sec. al XIV-lea și reînnobilată în anul 1625 de principele Gabriel Bethlen.
Școala primară a efectuat-o la Turda și la Aiud, iar Gimnaziul la Blaj, unde obține „testimoniu de maturitate”. A făcut serviciu militar voluntar în armata austro-ungară, la Regimentul cezaro-crăiesc nr. 50 din Alba Iulia, apoi s-a înscris pentru studii preoțești la Seminarul teologic greco-catolic din Blaj, pe care le-a încheiat cu succes în anul 1882. A fost hirotonit preot în 1883 și numit administrator parohial în satul Petreștii de Sus (județul Cluj) conform Decretului nr. 2762 din 23 septembrie 1883, unde a activat până în anul 1891, când a fost numit capelan greco-catolic al Bisericii Bob din Cluj. În timpul procesului Memorandului a asigurat cazarea la Cluj a persoanelor venite ca să susțină cauza fruntașilor români acuzați de administrația maghiară pentru trădare. În anul 1897 a fost numit paroh la Tritenii de Sus unde a funcționat până în 1903 când este transferat preot paroh la Biserica Rățeștilor din Turda Veche, numit vice-protopop onorific și distins cu „brâul roșu”.
A fost membru al Partidul Național Român din Ungaria și Transilvania (PNR) din 1891, membru fondator al Societății ASTRA, Despărțământul Turda și membru fondator al Societății de teatru românesc din Turda. A înființat la Turda, Asociația femeilor greco-catolice „Reuniunea Sf. Maria” („Reuniunea Mariană”) și corul Bisericii Rățeștilor din Turda-Veche.
În timpul primului război mondial a organizat colecte pentru soldații români răniți internați în spitalul din Turda. În această perioadă se alătură intelectualilor români turdeni pentru înființarea Gărzilor Naționale. Este arestat și închis de autoritățile maghiare la Cluj sub acuzația de înaltă trădare. După eliberare, primește credențional și participă la Marea Adunarea Națională Alba Iulia. Pentru participarea la Marea Unire a fost decorat cu „Crucea de Merit”.
În anul 1925 înființează o fundație pentru ajutorarea elevelor și elevilor greco-catolici de la Școlile Secundare din Turda. Pentru întreaga sa activitate dedicată cauzei românești i s-a acordat medalia „Răsplata Muncii pentru biserică”, clasa I” și ordinul „Steaua României” în grad de ofițer.
Este înmormântat în parcela din Cimitirul Bisericii Rățeștilor “Adormirea Maicii Domnului” din Turda Veche, rezervată membrilor familiei Rațiu.

## Galerie de imagini

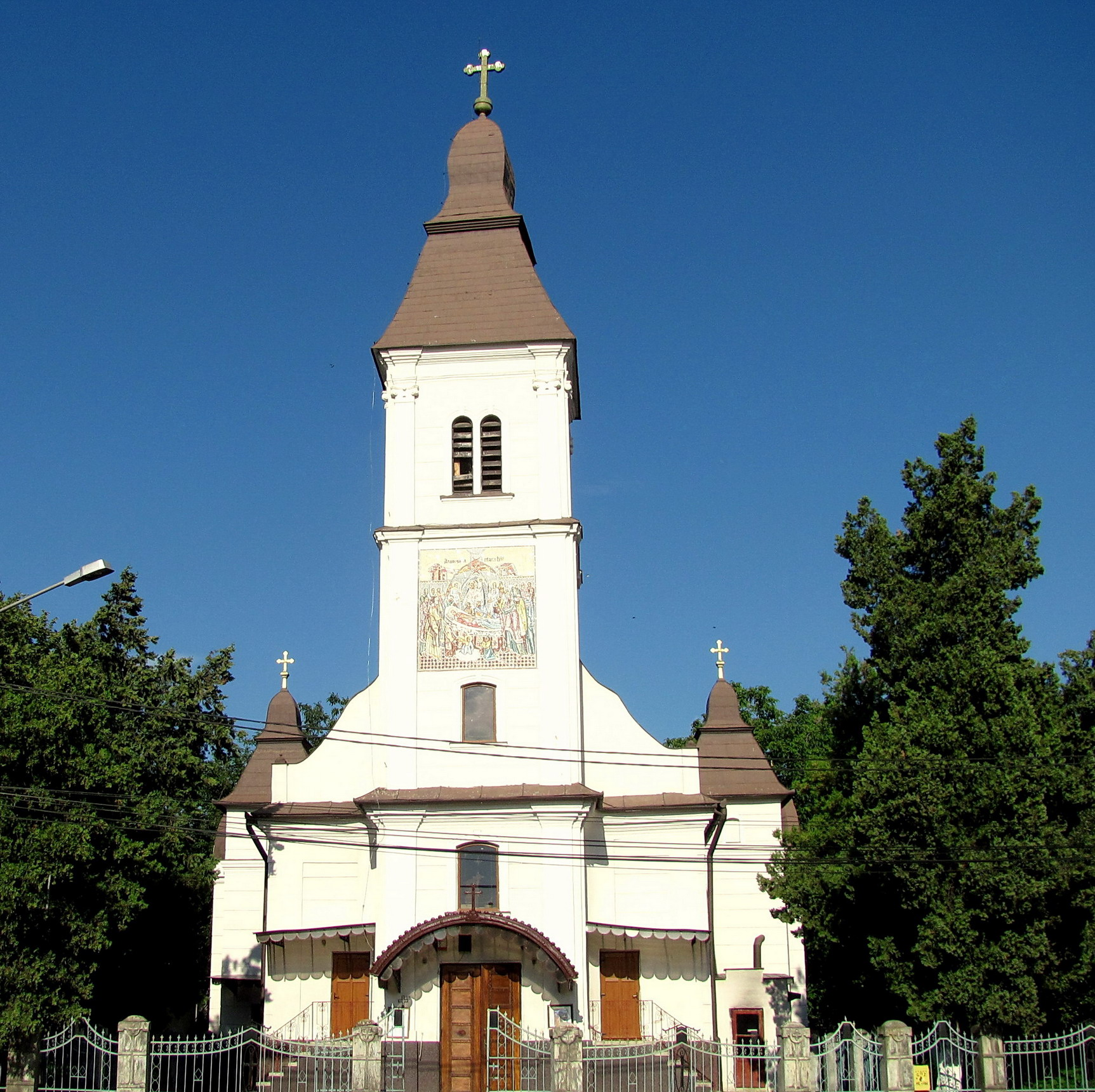
Biserica Rățeștilor din Turda
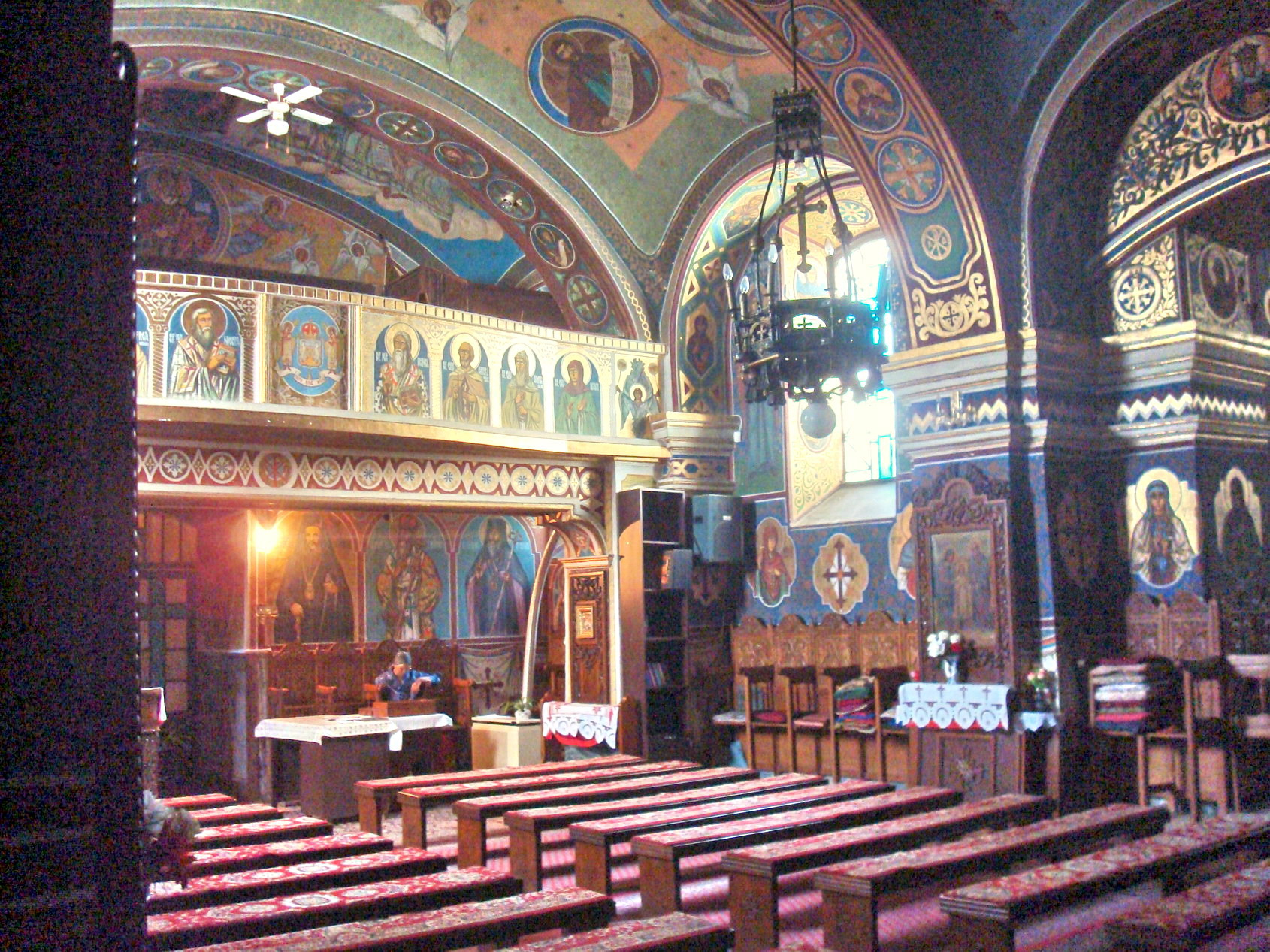
Biserica Rățeștilor din Turda (interior)
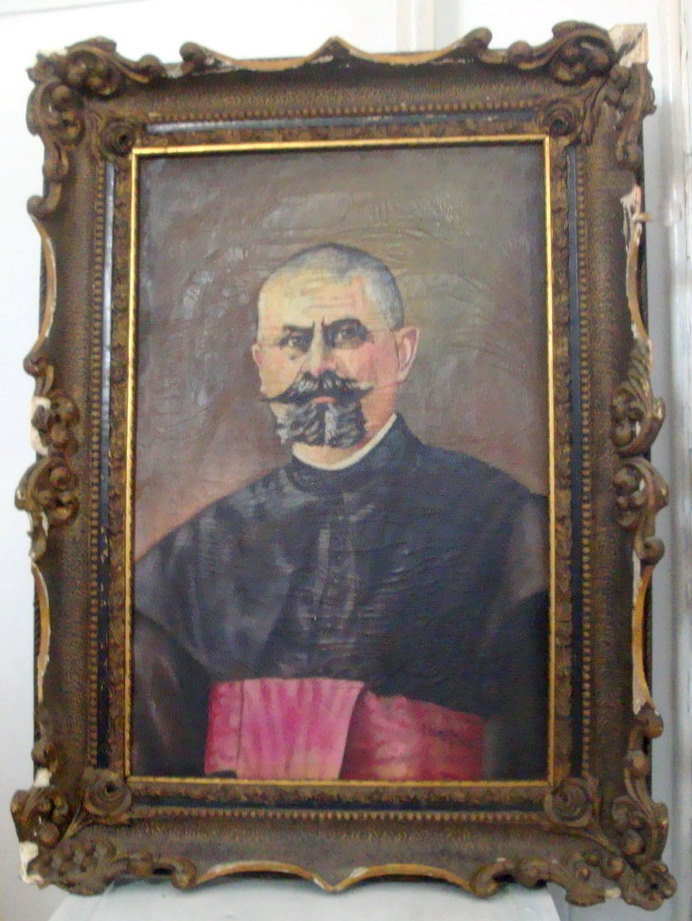
Tabloul lui Nicolae Rațiu de la Biserica Rățeștilor din Turda
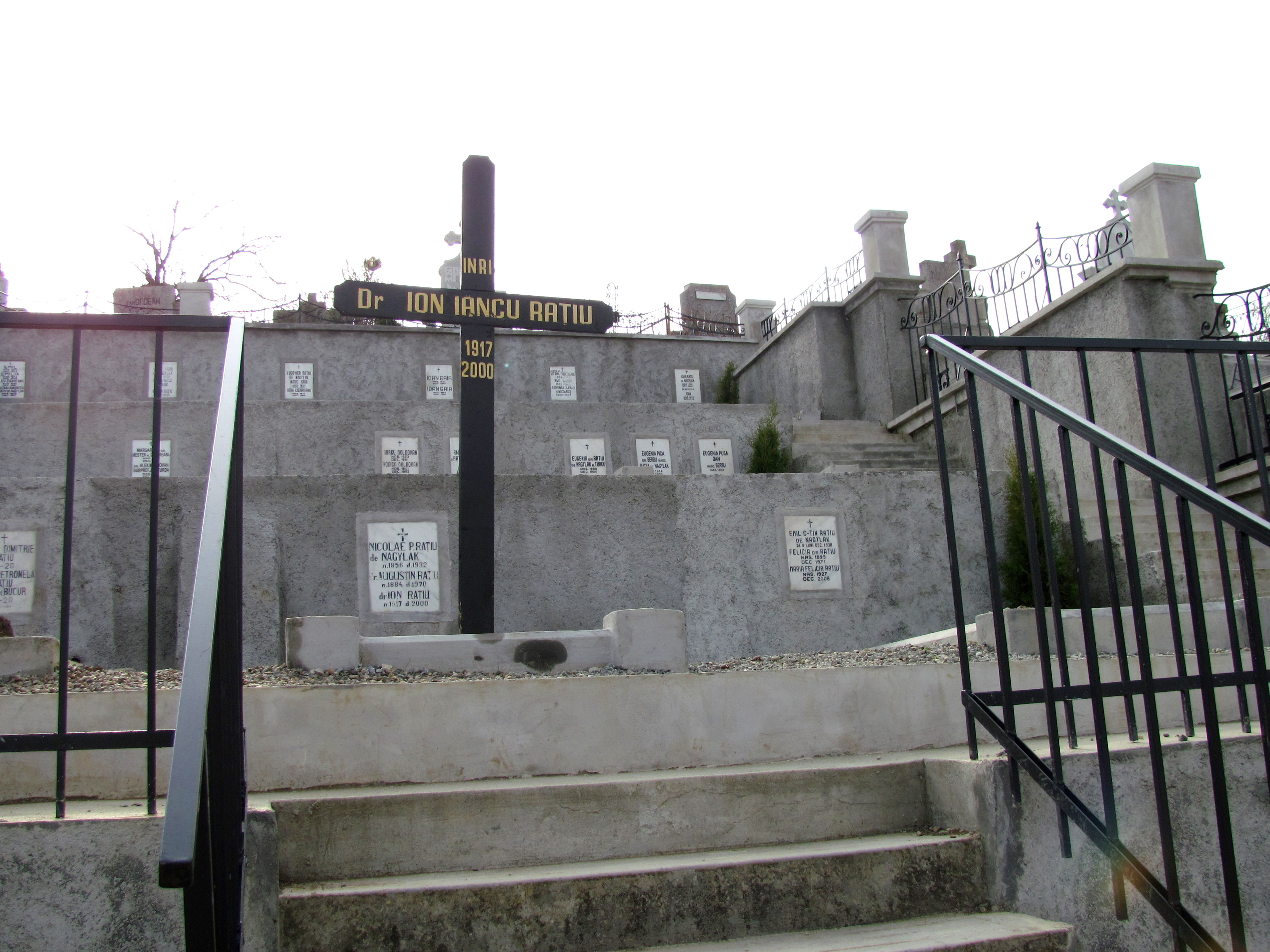
Parcela cu morminte ale fam. Rațiu din Cimitirul Central Turda
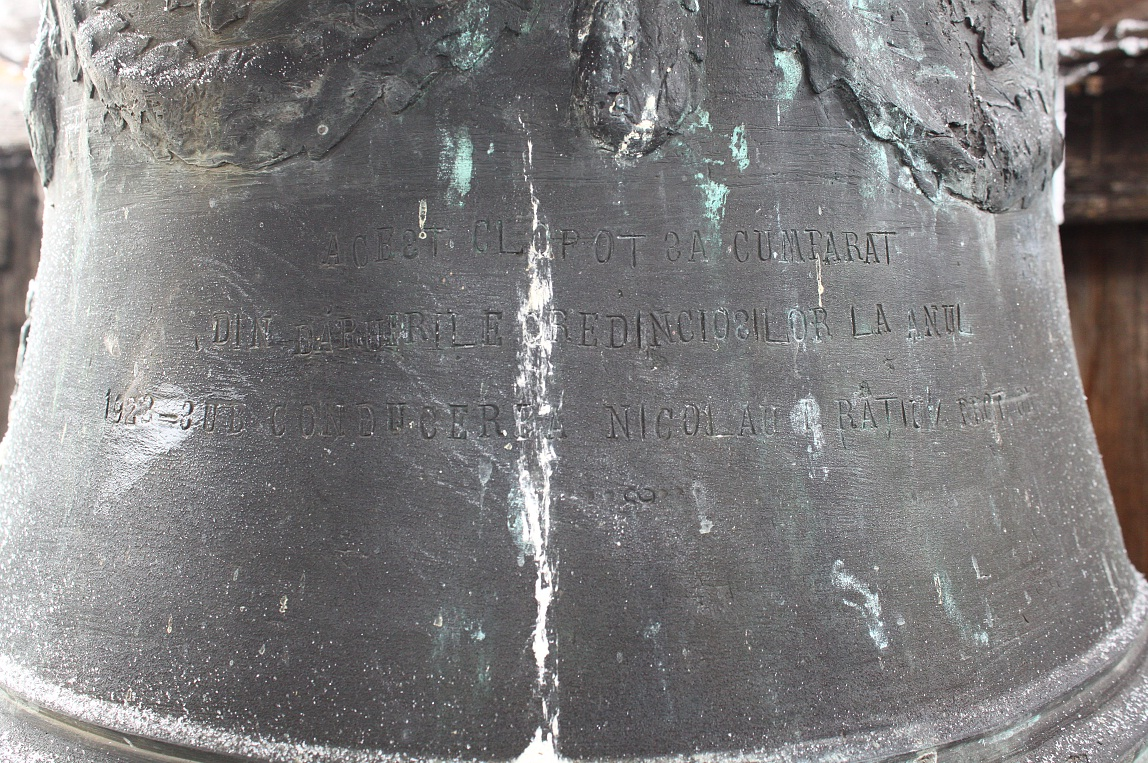
Clopotul Bisericii din Hărcana, care evocă memoria protopopului Nicolae Rațiu
- Marele Arbore Genealogic al Familiei Ratiu de Noslac (Nagylak), fond pergament, actualizat la data de 18.09.2022